# روبرت نوبل جونز
روبرت نوبل جونز (بالإنجليزية: Robert Noble Jones)‏ هو قاضي نيوزيلندي، ولد في 1 أغسطس 1864 في بلفاست في المملكة المتحدة، وتوفي في 29 يونيو 1942.